# Тайный мастер
Тайный мастер — 4° в Древнем и принятом шотландском уставе. Это первый градус с которого начинается система дополнительных степеней ДПШУ. 4° входит в систему градусов ложи совершенствования, которая находится в прямом подчинении у Верховного совета ДПШУ в любой из суверенных юрисдикций.
Степень тайного мастера практикуется в ложе совершенствования, структурном подразделении верховного совета, объединяющим масонов с 4 по 14°. Необходимым требованием для номинанта к посвящению в эту степень является нахождение в степени мастера-масона от одного до трёх лет, и действительное членство в одной из символических лож.

## История
Изначально степень тайного мастера была в Уставе Королевской тайны. В 1783 году в Чарльстоне, США, была проведена реформа Устава Королевской тайны, в ходе которой С. Майерс и С. Форст, к 25-градусной системе Устава Королевской тайны добавили ещё 8 градусов, после чего 4° переместился в новый устав и остался на прежнем месте, не изменив ничего в своём названии.

## Легенда градуса
В этом градусе ритуал снова обращается к Храму царя Соломона и легенде о том, что семеро наиболее достойных и опытных мастеров-каменщиков были назначены в своё время охранять Святая Святых и храмовые интерьеры. Этот градус учит верности, молчанию и умению хранить тайну.

## Урок градуса
Четвертый градус подчеркивает важность понятий долга, верности, единства и полной тайны всех частных отношений.